# Pająki Luksemburga
Pająki Luksemburga, araneofauna Luksemburga – ogół taksonów pajęczaków z rzędu pająków, których występowanie stwierdzono na terytorium Luksemburga.
Do 2024 roku na terenie Luksemburga stwierdzono 497 gatunków pająków z 38 rodzin.

## Infrarząd:ptaszniki(Mygalomorphae)

### Gryzielowate(Atypidae)
Z Luksemburga wykazano:
- Atypus affinis – gryziel zachodni
- Atypus piceus – gryziel tapetnik

## Infrarząd:pająki wyższe(Araneomorphae)

### Aksamitnikowate(Clubionidae)
Z Luksemburga wykazano:
- Clubiona brevipes
- Clubiona comta – aksamitnik jodełkowany
- Clubiona corticalis – aksamitnik korowy
- Clubiona diversa
- Clubiona frutetorum
- Clubiona lutescens – aksamitnik żółtawy
- Clubiona neglecta
- Clubiona pallidula
- Clubiona phragmitis – aksamitnik trzcinowy
- Clubiona reclusa – aksamitnik pustelnik
- Clubiona stagnatilis – aksamitnik nadwodny
- Clubiona subtilis – aksamitnik mszaczek
- Clubiona terrestris – aksamitnik podkorowy

### Anapidae
Z Luksemburga wykazano:
- Comaroma simoni

### Cicurinidae
Z Luksemburga wykazano:
- Cicurina cicur

### Ciemieńcowate(Dictynidae)
Z Luksemburga wykazano:
- Argenna subnigra
- Brigittea civica
- Brigittea latens
- Dictyna arundinacea – ciemieniec zwyczajny
- Dictyna major – ciemieniec większy
- Dictyna pusilla
- Dictyna uncinata
- Lathys humilis
- Lathys stigmatisata
- Nigma flavescens – liściak purpurowy
- Nigma walckenaeri – liściak zielony

### Czyhakowate(Segestriidae)
Z Luksemburga wykazano:
- Segestria bavarica
- Segestria senoculata – czyhak sześciooki

### Darownikowate(Pisauridae)
Z Luksemburga wykazano:
- Dolomedes fimbriatus – bagnik przybrzeżny
- Dolomedes plantarius – bagnik nadwodny
- Pisaura mirabilis – darownik przedziwny

### Hahniidae
Z Luksemburga wykazano:
- Antistea elegans
- Hahnia helveola
- Hahnia nava
- Hahnia pusilla
- Iberina montana

### Klejnotnikowate(Theridiosomatidae)
Z Luksemburga wykazano:
- Theridiosoma gemmosum

### Koliściakowate(Uloboridae)
Z Luksemburga wykazano:
- Hyptiotes paradoxus
- Uloborus plumipes

### Komórczakowate(Dysderidae)
Z Luksemburga wykazano:
- Dysdera crocata  –  komórczak okazały
- Dysdera erythrina  –  komórczak prosionkowiec
- Harpactea hombergi

### Krzyżakowate(Araneidae)
Z Luksemburga wykazano:

- Aculepeira ceropegia – kołyśnik wielobarwny
- Agalenatea redii – krzyżaczek ugorowy
- Araneus alsine – krzyżak pomarańczowy
- Araneus angulatus – krzyżak rogaty
- Araneus diadematus – krzyżak ogrodowy
- Araneus marmoreus – krzyżak dwubarwny
- Araneus quadratus – krzyżak łąkowy
- Araneus sturmi – krzyżak sieciowy
- Araneus triguttatus – krzyżak czarowny
- Araniella cucurbitina – nalistnik zielony
- Araniella opisthographa
- Argiope bruennichi – tygrzyk paskowany
- Cercidia prominens – ściółek nieparek
- Cyclosa conica – kołosz stożkowaty
- Cyclosa oculata – kołosz guzkowaty
- Gibbaranea bituberculata
- Gibbaranea gibbosa
- Hypsosinga albovittata
- Hypsosinga pygmaea
- Hypsosinga sanguinea
- Larinioides cornutus – krzyżak nadwodny
- Larinioides patagiatus – krzyżak bursztynowy
- Larinioides sclopetarius – krzyżak gromadny
- Mangora acalypha
- Neoscona adianta – potul kłosowiec
- Nuctenea umbratica – kołosz szczelinowy
- Singa hamata – rośliniowiec
- Singa nitidula
- Zilla diodia
- Zygiella atrica
- Zygiella x-notata – liścianek sektornik

### Kwadratnikowate(Tetragnathidae)
Z Luksemburga wykazano:
- Meta menardi – sieciarz jaskiniowy
- Metellina mengei – czaik wiosenny
- Metellina merianae – czaik jaskiniowy
- Metellina segmentata – czaik jesienny
- Pachygnatha clercki – gruboszczękowiec większy
- Pachygnatha degeeri
- Pachygnatha listerii – gruboszczękowiec pękaty
- Tetragnatha extensa – kwadratnik trzcinowy
- Tetragnatha montana – kwadratnik długonogi
- Tetragnatha nigrita – kwadratnik ciemny
- Tetragnatha obtusa – kwadratnik pałąkowaty
- Tetragnatha pinicola – kwadratnik perłowy

### Lejkowcowate(Agelenidae)
Z Luksemburga wykazano:
- Agelena labyrinthica – lejkowiec labiryntowy
- Allagelena gracilens
- Coelotes terrestris – norosz ziemny
- Eratigena agrestis – kątnik wiejski
- Eratigena atrica – kątnik większy
- Eratigena picta
- Histopona torpida
- Inermocoelotes inermis
- Tegenaria ferruginea – kątnik rdzawy
- Tegenaria parietina – kątnik ścienny
- Tegenaria silvestris – kątnik leśny

### Lenikowate(Zodariidae)
Z Luksemburga wykazano:
- Zodarion italicum

### Motaczowate(Anyphaenidae)
Z Luksemburga wykazano:
- Anyphaena accentuata – motacz nadrzewny

### Nasosznikowate(Pholcidae)
Z Luksemburga wykazano:
- Pholcus opilionoides – nasosznik drobny
- Pholcus phalangioides – nasosznik trzęś
- Psilochorus simoni

### Naśladownikowate(Mimetidae)
Z Luksemburga wykazano:
- Ero aphana – guzoń garbusek
- Ero cambridgei
- Ero furcata – guzoń pajęczarz

### Obniżowate(Liocranidae)
Z Luksemburga wykazano:
- Agroeca brunnea – knapiatek brązowy
- Agroeca cuprea
- Agroeca proxima
- Apostenus fuscus
- Liocranoeca striata
- Scotina celans
- Scotina palliardii

### Omatnikowate(Theridiidae)
Z Luksemburga wykazano:

- Anelosimus vittatus
- Asagena phalerata
- Crustulina guttata – darniowiec plamiak
- Dipoena erythropus
- Dipoena melanogaster
- Enoplognatha latimana
- Enoplognatha ovata – zawijak żółtawy
- Enoplognatha thoracica – zawijak osnuwikowaty
- Episinus angulatus
- Episinus truncatus
- Euryopis flavomaculata
- Euryopis laeta
- Lasaeola coracina – mrówczarz żółtorzepek
- Lasaeola tristis – mrówczarz czarnonogi
- Neottiura bimaculata
- Paidiscura pallens – podlistnik blady
- Parasteatoda lunata
- Parasteatoda simulans
- Parasteatoda tepidariorum
- Pholcomma gibbum
- Phycosoma inornatum
- Phylloneta impressa – omatnik kulisty
- Phylloneta sisyphia – omatnik łąkowy
- Platnickina tincta
- Robertus arundineti
- Robertus lividus
- Robertus neglectus
- Rugathodes instabilis
- Sardinidion blackwalli
- Simitidion simile
- Steatoda bipunctata – zyzuś tłuścioch
- Steatoda triangulosa
- Theridion familiare
- Theridion melanurum
- Theridion mystaceum – omatnik wnękowiec
- Theridion pictum – omatnik troskliwy
- Theridion pinastri – omatnik ceglasty
- Theridion varians – omatnik zmienny

### Oonopidae
Z Luksemburga wykazano:
- Oonops pulcher

### Osnuwikowate(Linyphiidae)
Z Luksemburga wykazano:

- Acartauchenius scurrilis
- Agyneta affinis
- Agyneta cauta
- Agyneta conigera
- Agyneta decora
- Agyneta mollis
- Agyneta ramosa
- Agyneta rurestris
- Agyneta saxatilis
- Agyneta subtilis
- Allomengea vidua
- Anguliphantes angulipalpis
- Araeoncus humilis
- Asthenargus paganus
- Baryphyma pratense
- Bathyphantes approximatus
- Bathyphantes gracilis
- Bathyphantes nigrinus
- Bathyphantes parvulus
- Centromerita bicolor
- Centromerita concinna
- Centromerus brevipalpus
- Centromerus dilutus
- Centromerus incilium
- Centromerus leruthi
- Centromerus pabulator
- Centromerus persimilis
- Centromerus prudens
- Centromerus serratus
- Centromerus sylvaticus
- Ceratinella brevipes
- Ceratinella brevis
- Ceratinella scabrosa
- Cnephalocotes obscurus
- Collinsia inerrans
- Dicymbium brevisetosum
- Dicymbium nigrum
- Dicymbium tibiale
- Diplocephalus cristatus
- Diplocephalus latifrons
- Diplocephalus permixtus
- Diplocephalus picinus
- Diplostyla concolor
- Dismodicus bifrons
- Dismodicus elevatus
- Donacochara speciosa
- Drapetisca socialis
- Entelecara acuminata
- Entelecara congenera
- Entelecara errata
- Entelecara erythropus
- Entelecara flavipes
- Erigone atra – plądrak czarny
- Erigone dentipalpis
- Erigonella hiemalis
- Erigonoplus globipes
- Floronia bucculenta
- Glyphesis servulus
- Gnathonarium dentatum
- [[Gonatium 	rubellum]]
- Gonatium rubens
- Gongylidiellum latebricola
- Gongylidiellum vivum
- Gongylidium rufipes
- Helophora insignis
- Hilaira excisa
- Hylyphantes graminicola
- Hylyphantes nigritus
- Hypomma bituberculatum
- Hypomma cornutum
- Hypomma fulvum
- Improphantes improbulus
- Ipa keyserlingi
- Jacksonella falconeri
- Kaestneria dorsalis
- Labulla thoracica
- Lepthyphantes leprosus
- Lepthyphantes minutus
- Leptorhoptrum robustum
- Lessertia dentichelis
- Linyphia hortensis – osnuwik zaroślowy
- Linyphia triangularis – osnuwik pospolity
- Lophomma punctatum
- Macrargus rufus
- Maso gallicus
- Maso sundevalli
- Mermessus trilobatus
- Metopobactrus prominulus
- Micrargus apertus
- Micrargus herbigradus
- Micrargus subaequalis
- Microlinyphia impigra
- Microlinyphia pusilla – osnuwik łąkowy
- Microneta viaria
- Minicia marginella
- Minyriolus pusillus
- Mioxena blanda
- Moebelia penicillata
- Monocephalus castaneipes
- Monocephalus fuscipes
- Neriene clathrata – snówek brązowy
- Neriene emphana – snówek gałązkowiec
- Neriene furtiva
- Neriene montana – snówek okazały
- Neriene peltata – snówek świerkowiec
- Neriene radiata – snówek okrajkowy
- Nusoncus nasutus
- Obscuriphantes obscurus
- Oedothorax agrestis
- Oedothorax apicatus
- Oedothorax fuscus
- Oedothorax gibbosus
- Oedothorax retusus
- Oreonetides quadridentatus
- Oryphantes angulatus
- Ostearius melanopygius
- Palliduphantes ericaeus
- Palliduphantes pallidus
- Panamomops inconspicuus
- Panamomops sulcifrons
- Pelecopsis elongata – perygłowik naśnieżny
- Pelecopsis mengei
- Pelecopsis parallela
- Pelecopsis radicicola
- Pityohyphantes phrygianus
- Pocadicnemis juncea
- Pocadicnemis pumila
- Poeciloneta variegata
- Porrhomma campbelli
- Porrhomma convexum
- Porrhomma egeria
- Porrhomma microcavense
- Porrhomma microphthalmum
- Porrhomma microps
- Porrhomma oblitum
- Porrhomma pallidum
- Porrhomma pygmaeum
- Porrhomma rosenhaueri
- Prinerigone vagans
- Pseudomaro aenigmaticus
- Saaristoa abnormis
- Saaristoa firma
- Saloca diceros
- Silometopus bonessi
- Silometopus elegans
- Silometopus reussi
- Sintula corniger
- Stemonyphantes lineatus
- Styloctetor compar
- Syedra gracilis
- Tallusia experta
- Tapinocyba insecta
- Tapinocyba praecox
- Tenuiphantes alacris
- Tenuiphantes cristatus
- Tenuiphantes flavipes
- Tenuiphantes mengei
- Tenuiphantes tenebricola
- Tenuiphantes tenuis
- Tenuiphantes zimmermanni
- Thyreosthenius parasiticus
- Tiso vagans
- Trematocephalus cristatus
- Trichoncus affinis
- Trichopterna cito
- Trichopternoides thorelli
- Troxochrus scabriculus
- Typhochrestus digitatus
- Walckenaeria acuminata – plądrownik osobliwy
- Walckenaeria alticeps
- Walckenaeria antica
- Walckenaeria atrotibialis
- Walckenaeria capito
- Walckenaeria corniculans
- Walckenaeria cucullata
- Walckenaeria cuspidata
- Walckenaeria dysderoides
- Walckenaeria furcillata
- Walckenaeria incisa
- Walckenaeria kochi
- Walckenaeria mitrata
- Walckenaeria monoceros
- Walckenaeria nudipalpis
- Walckenaeria obtusa
- Walckenaeria unicornis
- Walckenaeria vigilax

### Phrurolithidae
Z Luksemburga wykazano:
- Phrurolithus festivus
- Phrurolithus minimus
- Phrurolithus nigrinus

### Podkamieniakowate(Titanoecidae)
Z Luksemburga wykazano:
- Titanoeca quadriguttata – podkamieniak czteroplamkowy

### Pogońcowate(Lycosidae)
Z Luksemburga wykazano:

- Alopecosa aculeata – wilkosz pręgowiec
- Alopecosa cuneata – wilkosz grubonogi
- Alopecosa fabrilis – wilkosz wydmowiec
- Alopecosa farinosa
- Alopecosa pulverulenta – wilkosz włóczykij
- Alopecosa trabalis – wilkosz lancetnik
- Arctosa leopardus – wymyk lamparci
- Arctosa lutetiana
- Aulonia albimana – aulonia sieciarka
- Pardosa agrestis
- Pardosa agricola
- Pardosa alacris
- Pardosa amentata – wałęsak zwyczajny
- Pardosa hortensis
- Pardosa lugubris – wałęsak leśny
- Pardosa monticola
- Pardosa nigriceps
- Pardosa paludicola
- Pardosa palustris – wałęsak łąkowy
- Pardosa prativaga – wałęsak tygrysi
- Pardosa pullata
- Pardosa riparia
- Pardosa saltans
- Pardosa tenuipes
- Pirata piraticus – korsarz piratnik
- Pirata tenuitarsis
- Piratula hygrophila – korsarz bagiennik
- Piratula knorri – korsarz potokowiec
- Piratula latitans – korsarz malutki
- Piratula uliginosa – korsarz torfowiec
- Trochosa robusta – krzeczek smużnik
- Trochosa ruricola – krzeczek polny
- Trochosa spinipalpis
- Trochosa terricola – krzeczek naziemnik
- Xerolycosa miniata – pogoniec łowczak
- Xerolycosa nemoralis – pogoniec lesiec

### Rozsnuwaczowate(Scytodidae)
Z Luksemburga wykazano:
- Scytodes thoracica – rozsnuwacz plujący

### Sidliszowate(Amaurobiidae)
Z Luksemburga wykazano:
- Amaurobius fenestralis – sidlisz jaskiniowy
- Amaurobius ferox – sidlisz piwniczny
- Amaurobius similis – sidlisz zadomek

### Skakunowate(Salticidae)
Z Luksemburga wykazano:

- Aelurillus v-insignitus – dryguś zmienny
- Asianellus festivus – naskocz okularowy
- Attulus floricola – skoczek łąkowy
- Attulus pubescens – skoczek skromny
- Ballus chalybeius – mocarek bury
- Ballus rufipes
- Dendryphantes rudis – gałęziak wzorzysty
- Euophrys frontalis – drobnik plamowłosy
- Evarcha arcuata – pyrgun nazielny
- Evarcha falcata – pyrgun nakrzewny
- Heliophanus aeneus – lśniś nawapnik
- Heliophanus auratus – lśniś złocisty
- Heliophanus cupreus
- Heliophanus flavipes
- Heliophanus tribulosus
- Marpissa muscosa – rozciągnik mchuś
- Marpissa radiata – rozciągnik natrzcinny
- Myrmarachne formicaria – mrówczynka
- Neon reticulatus – neonek mszarek
- Pellenes tripunctatus – krzyżnik tanecznik
- Phlegra fasciata – sekutnica pasiasta
- Pseudeuophrys lanigera – drobnik wełnistowłosy
- Salticus cingulatus – skakun srebrzysty
- Salticus scenicus – skakun arlekinowy
- Salticus zebraneus – skakun zebra
- Sibianor aurocinctus – wełniak krwawonogi
- Synageles hilarulus
- Synageles venator – mróweczka myśliwy
- Talavera aequipes – drobnik malutki
- Talavera aperta
- Talavera inopinata

### Spachaczowate(Sparassidae)
Z Luksemburga wykazano:
- Micrommata virescens – spachacz zielonawy

### Ślizgunowate(Philodromidae)
Z Luksemburga wykazano:
- Philodromus albidus – ślizgun bladonogi
- Philodromus aureolus – ślizgun złocony
- Philodromus buchari
- Philodromus buxi
- Philodromus cespitum
- Philodromus collinus – ślizgun kolconogi
- Philodromus dispar – ślizgun nieparek
- Philodromus margaritatus
- Philodromus praedatus
- Philodromus rufus
- Thanatus formicinus – śmiertek mrówczyn
- Thanatus sabulosus – śmiertek leśnostepowy
- Tibellus oblongus – podłużnik długonogi

### Śpiesznikowate(Oxyopidae)
Z Luksemburga wykazano:
- Oxyopes ramosus – śpiesznik rysień

### Tkańcowate(Nesticidae)
Z Luksemburga wykazano:
- Nesticus cellulanus

### Trachelidae
Z Luksemburga wykazano:
- Cetonana laticeps

### Trawnikowcowate(Miturgidae)
Z Luksemburga wykazano:
- Zora nemoralis – trawnikowiec tropiciel
- Zora silvestris
- Zora spinimana – trawnikowiec pospolity

### Ukośnikowate(Thomisidae)
Z Luksemburga wykazano:

- Coriarachne depressa – zakorowiec płaski
- Diaea dorsata
- Ebrechtella tricuspidata
- Misumena vatia – kwietnik biały
- Ozyptila atomaria
- Ozyptila brevipes
- Ozyptila claveata
- Ozyptila praticola
- Ozyptila pullata
- Ozyptila rauda
- Ozyptila scabricula
- Ozyptila simplex
- Ozyptila trux
- Pistius truncatus – szpecik tępy
- Synema globosum
- Tmarus piger
- Xysticus acerbus
- Xysticus audax – bokochód śmiały
- Xysticus bifasciatus
- Xysticus cristatus – bokochód grzebieniasty
- Xysticus erraticus
- Xysticus kempeleni
- Xysticus kochi – bokochód kroczeń
- Xysticus lineatus
- Xysticus luctator
- Xysticus luctuosus
- Xysticus ulmi – bokochód pospolity

### Worczakowate(Gnaphosidae)
Z Luksemburga wykazano:

- Callilepis nocturna – gładnik
- Drassodes cupreus
- Drassodes lapidosus – knap podkamiennik
- Drassodes pubescens
- Drassodex lesserti
- Drassyllus lutetianus
- Drassyllus praeficus
- Drassyllus pumilus
- Drassyllus pusillus
- Gnaphosa bicolor – worczak zakamiennik
- Gnaphosa lugubris
- Haplodrassus dalmatensis
- Haplodrassus kulczynskii
- Haplodrassus minor
- Haplodrassus signifer
- Haplodrassus silvestris
- Haplodrassus umbratilis
- Kishidaia conspicua – upstrzyn
- Micaria formicaria – kraśniak mrówkowaty
- Micaria fulgens – kraśniak lśniący
- Micaria pulicaria – kraśniak czarniawy
- Micaria silesiaca
- Micaria subopaca – kraśniak nadrzewny
- Phaeocedus braccatus – kwintek znaczyn
- Scotophaeus blackwalli
- Scotophaeus scutulatus – pokaz rubinowy
- Trachyzelotes pedestris – napas rdzawostopy
- Zelotes aeneus
- Zelotes electus
- Zelotes latreillei
- Zelotes longipes
- Zelotes petrensis
- Zelotes subterraneus – skalnik wszędobylski

### Zbrojnikowate(Cheiracanthiidae)
Z Luksemburga wykazano:
- Cheiracanthium erraticum – kolczak trawny
- Cheiracanthium pennyi
- Cheiracanthium punctorium – kolczak zbrojny
- Cheiracanthium virescens

### Zoropsidae
Z Luksemburga wykazano:
- Zoropsis spinimana